# IC 5105A
IC 5105A је спирална галаксија у сазвјежђу Микроскоп која се налази на листи објеката дубоког неба у Индекс каталогу.
Деклинација објекта је - 40° 16' 28" а ректасцензија 21h 25m 30,8s. Привидна величина (магнитуда) објекта IC 5105 износи 12,8 а фотографска магнитуда 13,5. IC 5105A је још познат и под ознакама ESO 342-43, MCG -7-44-5, AM 2122-402, IRAS 21223-4029, PGC 66723.